# Fridolin von Spaun
Fridolin von Spaun (* 4. Juli 1901 in Anacapri, Italien; † 20. März 2004 in Geretsried, Deutschland) war ein deutscher rechtsextremistischer Aktivist und Repräsentant nationalsozialistischer Traditionspflege. Er war Mitglied im Freikorps Oberland, Mitglied der NSDAP, Funktionär der HIAG, Archivgründer und Familienforscher. 

## Leben
Spaun kam als Sohn von Stella geb. Diefenbach (1882–1971), die eine Tochter des Malers Karl Wilhelm Diefenbach war, sowie des Diefenbach-Jüngers und Malers Paul von Spaun auf der neapolitanischen Insel Capri zur Welt und hatte zwei Schwestern (Vera, * 1899 und Genovefa, * 1906) und drei jüngere Brüder, Wahnfried (* 1904), Siegfried Friedrich (* 1908) und Wieland (* 1911). Er wuchs wegen des rastlosen Lebens seiner Eltern aufgrund innerfamiliärer Konflikte und kaum durchschaubarer Beziehungsgeflechte der Eltern und Großeltern in Italien, Österreich (Gratwein, Böheimkirchen) und Bayern auf, wobei er seinen Großvater Karl Wilhelm Diefenbach und zahlreiche Mitglieder von dessen Kommune noch kennenlernte. Sein Urgroßvater väterlicherseits war Max Gandolf von Spaun (1797–1844) aus dem Adelsgeschlecht von Spaun.
Fridolin von Spaun schloss sich zunächst dem Wandervogel an und war 1920 Teilnehmer des Zugs der Neuen Schar mit Gustav Gräser und Friedrich Muck-Lamberty. Als das Freikorps Oberland in Oberschlesien nach der Volksabstimmung über einen Verbleib beim Deutschen Reich oder dem Anschluss an Polen 1921 gegen die Polen kämpfte, nahm Spaun am „Sturm auf den Annaberg“ teil und erbeutete dort die polnische Fahne. Beim Hitler-Ludendorff-Putsch 1923 hielt sich Spaun in München auf und sah dort zum ersten Mal Adolf Hitler, dessen Bewegung er sich bald rückhaltlos anschloss. Zum zweiten Mal begegnete er Hitler 1933 bei einem Abendessen für zahlreiche seiner Sympathisanten in Berlin, worüber er in einem Dokumentarfilm-Interview der BBC noch 1996 begeistert berichtete.
An einem zwischenzeitlichen Standort der Künstlerkolonie seines Großvaters in Dorfen bei Wolfratshausen begründete Spaun nach 1945 die Spaun-Stiftung für Familienforschung und trug den über Jahrzehnte hinweg als unzugänglich geltenden Nachlass Diefenbachs († 1913), der während der zwei Weltkriege nicht nach konservatorischen Kriterien verwahrt wurde, wieder zusammen und legte auch ein Paul-von-Spaun-Archiv an. Von Spaun erkannte schon früh durch seine Herkunft, die Kindheitserlebnisse mit Diefenbach, die Begegnungen mit verschiedensten Propagandisten der Lebensreform sowie die Teilnahme an der Wandervogelbewegung die kulturhistorische Bedeutung seines Großvaters. Er unterstützte nachhaltig die Entstehung der öffentlichen Museen für Diefenbachs Werke in dessen Heimatstadt Hadamar und auf Capri. Über Spaun gelangte Diefenbachs schriftlicher Nachlass in das Archiv der deutschen Jugendbewegung auf Burg Ludwigstein in Hessen.
Zeitlebens hielt Spaun Kontakt zu Netzwerken der Jugendbewegung, NS-Traditionsverbände und Vertriebenenverbände. Spaun war ferner ein bekannter Funktionär der Hilfsgemeinschaft auf Gegenseitigkeit der Angehörigen der ehemaligen Waffen-SS (HIAG) und von 1978 bis 1990 „Kameradschaftsführer“ der „Kameradschaft Freikorps und Bund Oberland“. Als solcher ließ er noch 1981 die Todesanzeige für die berüchtigte Nationalsozialistin Eleonore Baur („Schwester Pia“) im Münchner Merkur abdrucken.